# Yahya Muhammad Hamid ed-Din
Yahya Muhammad Hamid ed-Din (hay Imam Yahya) (tiếng Ả Rập: يحيى محمد حميد الدين, Ngày 18 tháng 6 năm 1869 – 17 tháng 2 năm 1948) là vị vua đầu tiên của Vương quốc Mutawakkilite của Yemen từ năm 1918 cho đến khi bị ám sát năm 1948. Ông trở thành Imam của Zaydis, một nhánh của Hồi giáo Shia, vào năm 1904 sau cái chết của cha mình là Muhammad Al-Mansur, và Imam của Yemen vào năm 1918. Tên và tước hiệu đầy đủ của ông là "Bệ hạ Amir al-Mu'mimin al-Mutawakkil 'Ala Allah Rab ul-Alamin Imam Yahya bin al-Mansur Bi'llah Muhammad Hamidaddin, Imam và Chỉ huy của những người trung thành" (Thân vương của những người có đức tin, Người tin tưởng vào Chúa, Chúa tể của vũ trụ).
Yahya Muhammad Hamid ed-Din sinh vào thứ sáu, ngày 18 tháng 6 năm 1869 tại Sanaa, thuộc nhánh Hamidaddin của triều đại al-Qasimi, gia tộc này đã cai trị hầu hết Yemen và khu vực phía nam của Ả Rập Xê Út ngày nay trong hơn 900 năm. Khi Yahya trở thành Imam, ông thực sự cai trị các vùng núi của nơi sẽ là Bắc Yemen. Tuy nhiên, Đế quốc Ottoman tuyên bố chủ quyền trong khu vực này đã không công nhận sự cai trị của các Imam Yemen kể từ khi họ tiến vào khu vực này. Ông đã dành những năm đầu trị vì của mình để cố gắng trục xuất sự hiện diện của Ottoman, và họ chỉ rút đi sau khi họ bị đánh bại trong Thế chiến thứ nhất.
Là một người theo chủ nghĩa biệt lập kiên định, Imam Yahya chưa bao giờ đi ra khỏi Yemen và được cho là chưa bao giờ rời khỏi vùng cao nguyên Sanaa hoặc nhìn thấy Biển Đỏ trên bờ biển vương quốc của mình.

## Ấn tượng

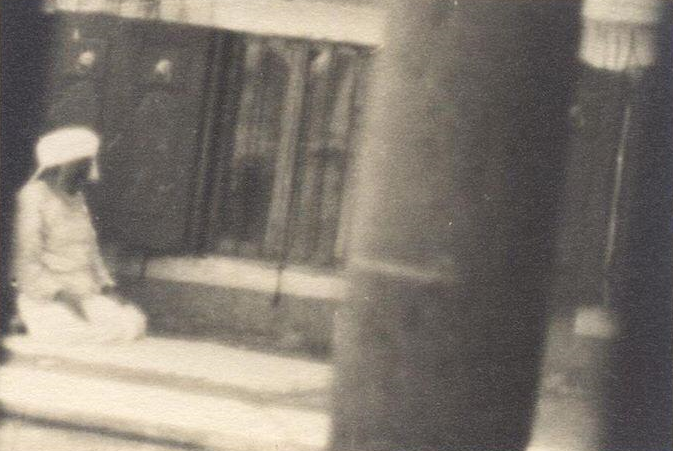
Một bức ảnh Imam Yahya đang cầu nguyện, được Zeki Kiram chụp mà có lẽ Yahya không hề hay biết, trong thời gian Kiram ở cung điện.

Gilbert Clayton, người đã đến thăm Vua Yahya ở Sana'a trong một nỗ lực chân thành để thuyết phục ông vào năm 1925 và trong thời gian ngắn ông ở thủ đô, đã rất ấn tượng trước chính quyền, sự chuẩn bị quân sự và tổ chức của nhà cai trị này.
Trung tá Harold Jacob, C.S.I. mô tả về ông như sau: "Imam Yahya là một người cai trị mạnh mẽ. Sự thánh thiện của ông với tư cách là Thượng tế của giáo phái Zaidi và xuất thân từ gia đình của Nhà tiên tri làm tăng thêm uy tín mà chế độ cai trị nhân từ của ông đã giành được. Phương pháp của ông là tập quyền và nhân đạo. Sở thích duy nhất của ông là Yemen".
Biên niên sử Do Thái ca ngợi ông rất nhiều và mô tả ông là người đề cao công lý và lòng trắc ẩn. Imam Yahia đã chấm dứt được tình trạng hỗn loạn, vô luật pháp và bạo lực đã tàn phá đất nước và gây ra đau khổ to lớn cho người dân, bao gồm cả người Do Thái. Trong suốt thời gian trị vì lâu dài của ông, người Do Thái được hưởng những điều kiện tương đối thuận lợi và nhìn chung ủng hộ Imam.

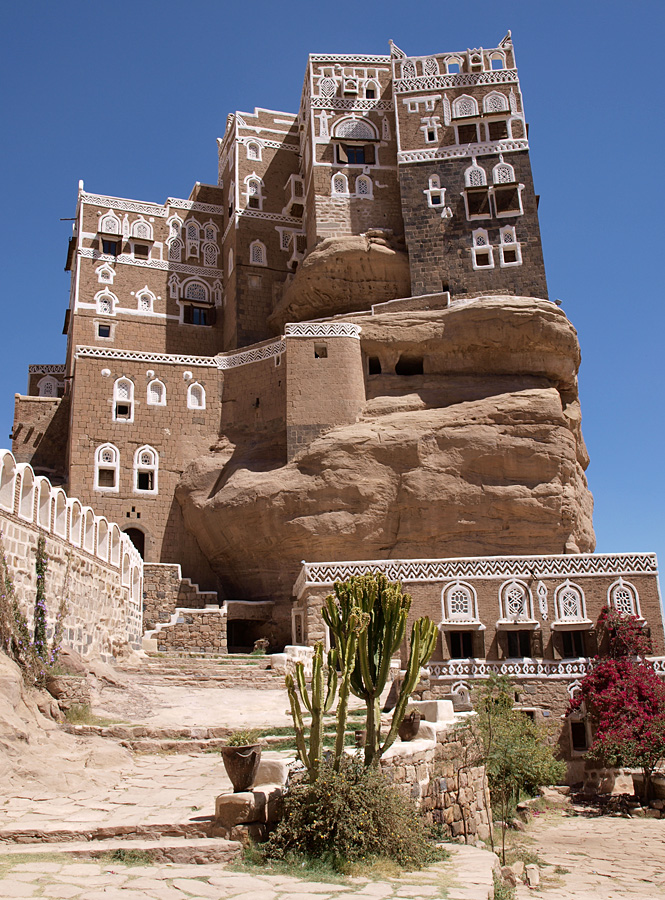
Dar al-Hajar từng là nơi ở của Imam Yahya ở Wadi Dhar gần Sanaa.

## Thế chiến thứ nhất
Năm 1911, Imam Yahya đã ký Hiệp ước Daan với người Ottoman, công nhận quyền cai trị của ông đối với các phần do Zaydi kiểm soát ở Yemen.
Tin tức về sự sụp đổ của Đế chế Ottoman đã đến Yemen vào thứ năm ngày 14 tháng 11 năm 1918. Imam Yahya đã đến Sana'a 3 ngày sau đó vào Chủ Nhật, ngày 17 tháng 11 năm 1918 để gặp các thủ lĩnh bộ lạc từ Hashid, Arhab, Nihm và Khowlan. Ông đã đến dinh thự của thẩm phán và học giả Hussein bin Ali Al Amri và tiếp đón các chức sắc, học giả, thân vương Thổ Nhĩ Kỳ, thẩm phán và một loạt thần dân tuyên bố ông là người cai trị tối cao của toàn bộ Yemen.
Sắc lệnh đầu tiên của ông là cấm đi vào thủ đô Sana'a với vũ khí và chỉ định lính canh gác tại các cổng để bắt đầu một triều đại hòa bình và công lý chưa từng có trong những năm ông cai trị. Thành phố này đến thành phố khác đã chấp nhận quyền cai trị và thẩm quyền của Imam Yahya; cảng Mocha và thành phố Taiz là một trong những thành phố quan trọng đầu tiên chấp thuận điều này. Ông đã thực hiện các bước để tạo ra một nhà nước hiện đại và duy trì tất cả các quan chức Ottoman sẽ ở lại để hỗ trợ sự phát triển của chính phủ.
Ông đã thành lập một đội quân chính quy vào năm 1919, tuyển mộ binh lính từ các bộ lạc xung quanh đến Sana'a; từ các bộ lạc Sanhan, Bani Harthi và Bani Hushaish. Ông đã ký nhiều hiệp ước công nhận Yemen là một quốc gia có chủ quyền, hiệp ước đầu tiên trong số đó là Hiệp ước Italo-Yemen năm 1926.
Do các bộ lạc xung đột ở các khu vực biên giới giữa Ả Rập Xê Út và Yemen đã leo thang thành một cuộc chiến tranh xảy ra và kết thúc vào năm 1934 với việc ký kết Hiệp ước Taif giữa Ả Rập Xê Út và Yemen. Hiệp ước này là cơ sở cho thỏa thuận lãnh thổ cuối cùng giữa hai nước được ký kết dưới thời trị vì của Vua Fahd bin Abdulaziz và Tổng thống Ali Abdullah Saleh.

## Chính sách nội bộ
Từ năm 1934 cho đến khi bị ám sát năm 1948, Yahya đã chuyển hướng năng lượng của mình vào việc củng cố quyền lực nội bộ và thành lập một chính quyền trung ương khả thi, chịu trách nhiệm trước cá nhân ông. Để đạt được mục đích này, quyền kiểm soát vùng đất phía sau đã được tăng cường bằng cách thành lập một đội quân thường trực và bổ nhiệm các con trai của ông làm thống đốc các tỉnh quan trọng. Việc kiểm soát chặt chẽ hơn đối với các vấn đề ở thủ đô Sana'a đã được đảm bảo bằng cách mở rộng phạm vi các chức năng hành chính và bổ nhiệm những người con trai khác làm giám sát viên của các thể chế chính trị cũ và mới. Chế độ đã gửi những sinh viên đầu tiên của Yemen ra nước ngoài: các học viên quân sự đến Vương quốc Iraq vào những năm 1930 và sinh viên dân sự, "Famous Forty", đến Lebanon vào cuối những năm 1940. Một nỗ lực ban đầu đã được thực hiện để đưa ra một số định hướng cho nền kinh tế quốc gia mới ra đời bằng cách thành lập một công ty thương mại Yemen. Ngay cả với những thay đổi này, Yemen của Yahya vẫn là một nhà nước bán phong kiến, trong đó ngay cả những biện pháp cơ bản nhất cũng cần được ông chấp thuận.
Imam Yahya được người Do Thái ở Yemen ngưỡng mộ, họ coi ông là người bảo trợ và bảo vệ của họ. Trước đó, vào năm 1906, người Do Thái ở Sana'a đã ra sức chào đón Imam trở về thành phố sau khi người Thổ Nhĩ Kỳ tạm thời rời đi. Tuy nhiên, đến năm 1922, để đáp lại áp lực từ bên ngoài, Imam Yahya đã ban hành một sắc lệnh cấm người Do Thái Yemen di cư. Mặc dù lệnh cấm di cư vẫn là chính sách chính thức của nhà nước cho đến năm 1949, người Do Thái đã có thể bỏ qua chính sách này bằng cách bí mật đến Vùng bảo hộ Aden của Anh. Trong suốt đầu những năm 1940, Imam Yahya đã làm ngơ trước tình trạng người Do Thái di cư, không cấm cũng không chính thức cho phép, mà thay vào đó, ông ngầm đồng ý cho người Do Thái rời khỏi Sana'a và các khu định cư khác ở miền trung Yemen. Trong thời gian trị vì của Imam, ông đã củng cố một sắc lệnh cũ cấm người Do Thái xây nhà cao hơn nhà của người Hồi giáo. Imam bổ nhiệm Yihya Yitzhak Halevi làm một trong 4 đại diện của cộng đồng Do Thái, chịu trách nhiệm truyền đạt các vấn đề của nhà nước cho cộng đồng của mình và thu thuế đầu người hàng năm, một vị trí mà ông giữ cho đến khi qua đời. Sau vụ ám sát Imam năm 1948, chính sách di cư của nhà vua vẫn tiếp tục dưới thời con trai ông là Ahmad.

## Ám sát
Trong một chuyến đi ngắn ra khỏi vùng ngoại vi của Sana'a vào ngày 17 tháng 2 năm 1948, chiếc xe limousine của Imam đã bị một sát thủ phục kích, trong đó Imam Yahya và cháu trai của ông đã bị bắn chết, trong vụ đảo chính được gọi là al-Waziri. Kẻ ám sát, được gọi là Ali Nasser Al-Qardaei, đến từ bộ tộc Murad.
Khi biết về vụ ám sát Imam Yahya, các bộ tộc Yemen đã tập hợp lại sau Sayf-ul-Islam Ahmad bin Yahya và chấp nhận ông là Imam mới của Yemen. Quân đội bao vây Sanaa dưới sự lãnh đạo của Seif Ul Islam Alhassan và Seif Ul Islam Alabbass, cả hai đều là con trai của Imam quá cố, được anh trai của họ là Seif Ul Islam Yahya hỗ trợ từ bên trong các bức tường thành phố.
Tin tức này đã gây chấn động cả Liên đoàn Ả Rập và tất cả các chính phủ Hồi giáo. Vua Abdullah I của Jordan đã so sánh cái chết của ông với cái chết của Caliph thứ ba Othman bin Affan.
Cả Vua Abdulaziz Ibn Saud của Ả Rập Xê Út và Abdullah của Jordan đều ủng hộ Imam Ahmad, và là những người đầu tiên tuyên bố ông là Nguyên thủ quốc gia mới.
Yemen là thành viên sáng lập của Liên đoàn Ả Rập vào năm 1945, và sau đó gia nhập Liên Hợp Quốc vào năm 1947.
Năm 1946, phe đối lập của Anh đối với Imam Yahya được lãnh đạo bởi các đảng chính trị có trụ sở tại Aden.
Ông có 14 người con trai: